# Gaurax macrocerus
Gaurax macrocerus är en tvåvingeart som först beskrevs av Nartshuk 1962.  Gaurax macrocerus ingår i släktet Gaurax och familjen fritflugor. Arten är reproducerande i Sverige. Inga underarter finns listade i Catalogue of Life.